# Курди
Курди (курд. Kurd / کورد/ Кöрд) — народ, що мешкає переважно в горах Тавр і Загрос в області Курдистан (південний схід Туреччини, захід Ірану, північ Іраку, північний схід Сирії), а також в Азербайджані, Вірменії та інших країнах. Велика курдська діаспора існує в країнах Європи.
Курдська мова належить до північно-західної підгрупи іранських мов, індоєвропейської сім'ї мов.
Курди переважно мусульмани-суніти, хоча є також курди-шиїти, алевіти, єзиди, меншою мірою — християни.
Курди не мають своєї державності. У Туреччині їх піддають дискримінації за мовною ознакою (турецька влада не визнає існування курдської мови і забороняє її публічне вживання).
Тривалий час курди Туреччини та Іраку вели збройну боротьбу за незалежність (у Туреччині — під проводом Абдули Оджалана).
В Іраку Саддам Хусейн подекуди застосовував проти курдів політику геноциду (25 тисяч курдів загинули внаслідок іракської хімічної атаки 1984 року, 1991 року близько 1 мільйона курдів були змушені залишити свої оселі). Проте іракським курдам удалося вибороти широку автономію, а відколи скинуто С. Хусейна, вони грають активну роль у керівництві краєм.
У Туреччині курди займають важливі пости в уряді та мають великий вплив у бізнесі. Багато курдів, завдяки вдалому поселенню на сході країни зробили великі статки на контрабанді[джерело?].

## Етногенез
Походження курдів досі є дискусійним. Висловлюють різні гіпотези походження курдів, зокрема, скіфсько-мідійське походження курдів і яфетична (картвели, вірмени, халдеї, курди) гіпотеза Марра. Версію про походження сучасних курдів від куртіїв, що населяли Північну Месопотамію та Іранське плато, підтверджують також античні джерела (грец. Κύρτιοι, лат. Cyrtii). Зокрема, повідомляють про плем'я куртіїв, що з давніх-давен жили в Персії. Куртії населяли гірські краї на стику Персії та Атропатени Мідійської, а також Вірменське нагір'я та Курдистан, Прикаспійські краї та Іранський Азербайджан і були скотарським та розбійницьким плем'ям. За часів давньоперської монархії курди, очевидно, входили до складу провінції Вірменія.
Ім'я курдів згадувано в середньоперських джерелах (Карнамак-і Ардашер-і Папакан), але, як відзначають дослідники, в ранньому середньовіччі це був перш за все соціально-економічний термін, що означав у осілого іранського населення кочових горців, що живуть у наметах на заході Іранського плато і його могли застосовувати до будь-якого іраномовного племені, що відповідало цим характеристикам. Саме тому аж до Нового часу під ім'ям «курдів» об'єднували іранські народності, що широко розселилися в горах Загроса, Верхній Месопотамії та на Вірменському нагір'ї, що розмовляють різнорідними мовами / діалектами: курманджі, зазакі, сорані, лекі, келхурі, горані, авромані.
Власне «курдськими» мовами / діалектами натепер називають курманджі, сорані й групу південно-курдських мов / діалектів (лекі, келхурі, фейлі). Згідно з дослідженнями Д. Н. Маккензі, курдська мова разом із белуджською з усіх північно-західних іранських мов виявляють найбільшу близькість до південно-західних мов (перської та її найближчих родичів). За цією теорією, ця близькість відбиває існування персо-курдсько-белуджської єдності в центральному Ірані (Мідії), заразом пракурди спочатку населили гористі землі Луристану на захід від Ісфахану. Наявні в горах Загросу перехідні говірки між південно-курдськими та луро-бахтіарськими діалектами можна вважати «мостом» між курдською та перською мовами.
Навпаки, походження таких «курдських» мов як гурані та зазакі, що також належать до північно-західної підгрупи й поширені відповідно в середньому Загросі та в початках Тигру і Євфрату, не пов'язане з власне курдськими діалектами. Ці мови походять з прикаспійського регіону і їхнє поширення пов'язане з міграціями дейлемітів на захід від Іранського плато, де вони потім вступили в тісний контакт із курдами. Гуранійський та зазайський впливи помітні відповідно в північній (курманджі) і центральнокурдській (сорані) мовах.

## Етнічна структура і мови

Поширення курдських діалектів
Курманджі
Сорані
Зазакі
Південнокурдська мова (включно з ґурані)
Змішані

Курди є сукупністю численних і часто різнорідних племен, званих слідом за своїми епонімами. Племінна приналежність досі дуже важлива в соціальних взаєминах у традиційному курдському суспільстві.
Курдський персомовний історик XVI століття Шараф-хан Бідлісі писав, що курди поділяються на чотири народи: курманджі, лури, келхурі й гурані. З них лурів, що говорять південно-західними іранськими діалектами, тепер уже зазвичай не включають до складу курдів. Келхурі (разом із лекі й фейлі) складають сильно диференційовану південнокурдську спільність, що об'єднується з гурані та змикається з лурами на півдні. Південні курди населяють іранські остани Керманшах та Ілам, а також прилеглі райони на сході Іраку.
Курманджі — основна надплеменна самоназва більшості інших — центральних і північних курдів, включаючи курдів заза. По суті вона аналогічна до терміну «курд» у старому значенні й позначає носія певного соціально-економічного устрою, що базується на відгінному гірському скотарстві. Проте в науковій літературі терміном «курманджі» зазвичай позначають лише північних курдів, але саме слово «кур-мандж», перекладають з курдської мови як «син-мідій». Багато вчених вважають, що курди це прямі нащадки мідійців, наприклад Минорський, за «центральними» курдами (курд. Kurdmancî Xwarû «південні курманджі»), що населяють райони іракської Сулейманії та Іранський Курдистан з прилеглими краями, закріпилася перська назва сорані.
З лінгвістичного погляду всі мови / діалекти, звані нині «курдськими», можна розділити на такі групи:
Курдські мови:
- курманджі
- Сорані (південний курманджі)
- Південнокурдська мова (келхурі, фейлі, лекі)
- Дейлемітські мови (Заза-ґорані):
- Ґорані й авромані
- Зазакі

Попри те, що і в повсякденному вжитку, і в науковій літературі часто йдеться про «курдську мову» і її діалекти, взаєморозуміння сильно утруднено вже між носіями курманджі й сорані — найближчими курдськими мовами. Більшість курдів є білінгвами й володіє основною мовою держави проживання: турецькою, арабською, перською тощо.

### Курди ізаза
Заза або димлі — іранський народ, що проживає на сході Туреччини на Вірменському нагір'ї у верхів'ях Тигру та Євфрату, і часто вважається частиною сусіднього спорідненого курдського етносу. Від власне курдів заза відрізняються мовою прикаспійського походження — зазакі, лише віддалено спорідненою курдській мові, а також релігією шиїтського напрямку ісламу, званого алавізмом, яку сповідує значна частина заза.

### Генетичні дослідження
Генетичний аналіз показує, що курдський народ тісно пов'язаний з азербайджанським, вірменським, грузинським і єврейським народами, що мають деяких спільних предків у північній частині близькосхідного регіону

## Чисельність курдів
- Туреччина — близько 12 — 20 млн.

- Іран — 3,35 [20]— 9,0 млн.

- Ірак — 4,5 — 5,5 млн.
- Сирія — 1,2 — 1,8 млн.
- Азербайджан і Вірменія — 150 тис.

## Розселення

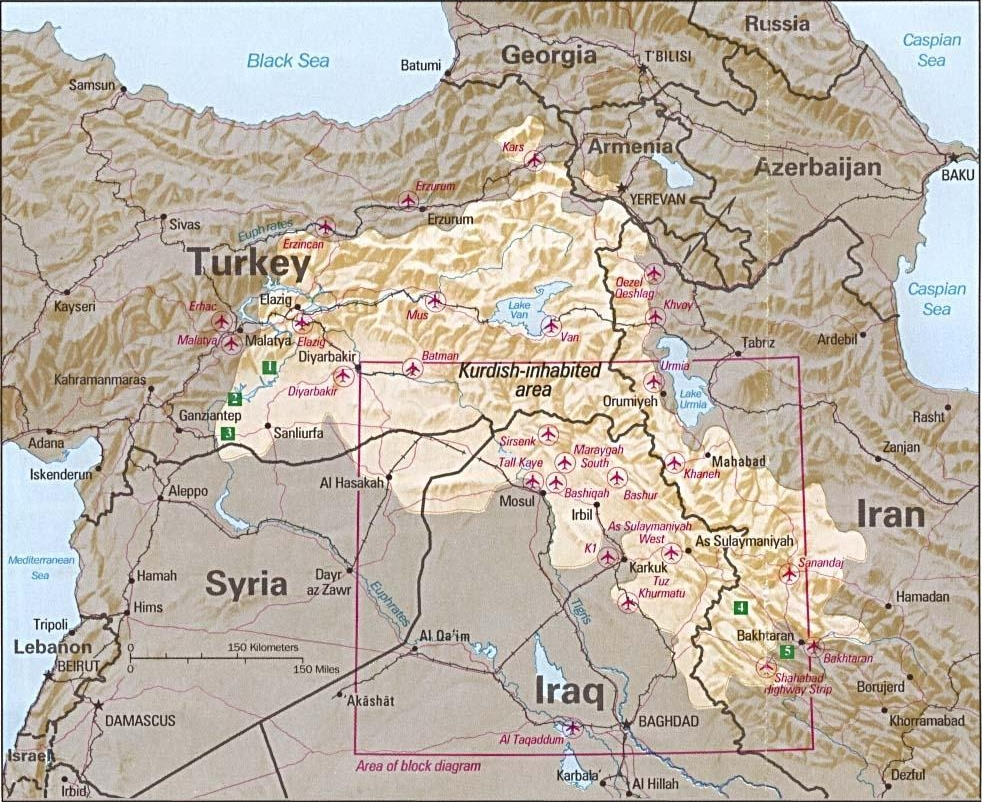
Місця розселення курдів на мапі ЦРУ (жовтий колір)

Натепер курдів налічувано не менш як 30 млн осіб. Більшість курдів розселено в регіоні Курдистану. Майже 2,5 млн курдів розкидано по країнах Європи й Америки, де вони створили потужні й організовані громади.

### Туреччина

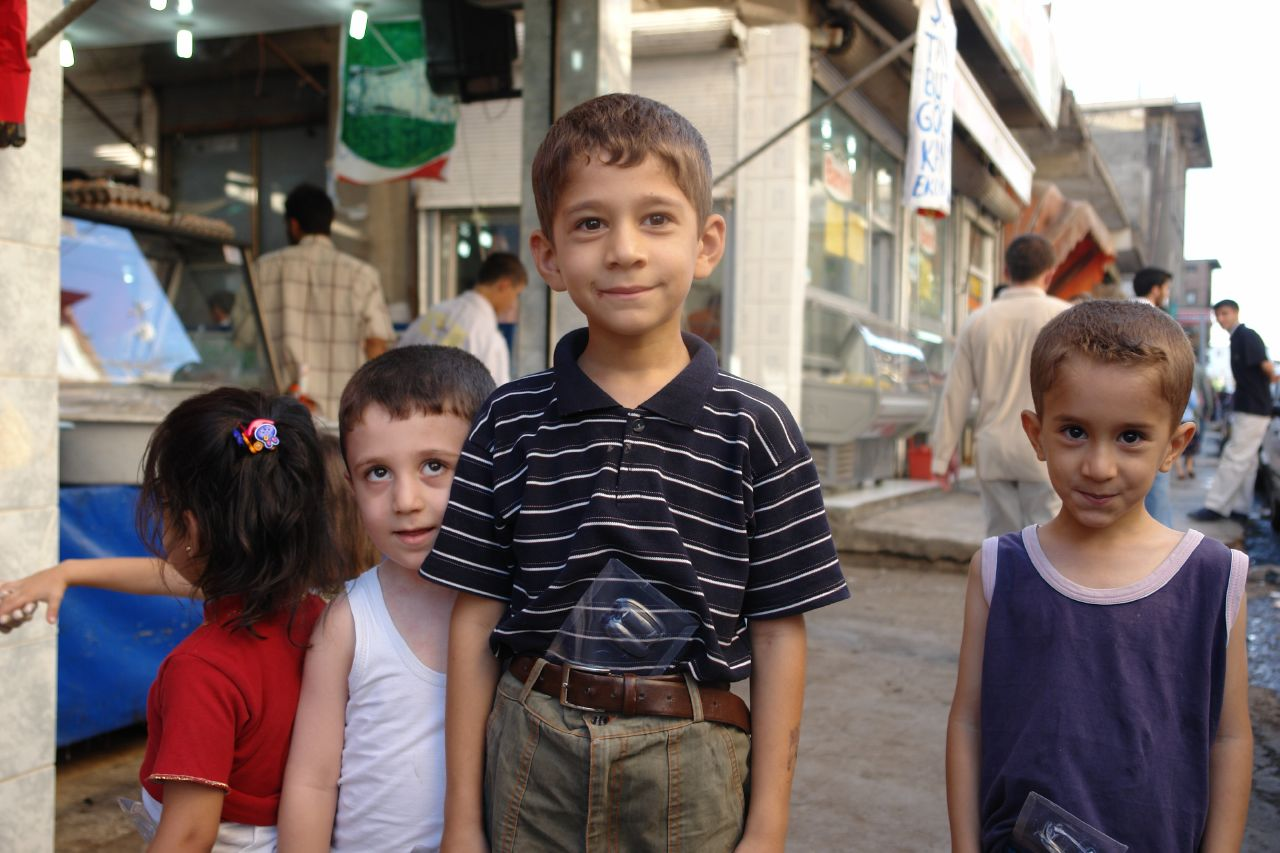
Турецькі курди

Етнічні курди становлять істотну частину населення Туреччини — близько 18 %, хоча за офіційною інформацією турецької національної ради курдське населення становить 15,7 % від усього населення Туреччини. На відміну від турків, курди говорять індоєвропейською мовою. Курди живуть на території всієї Туреччини, але більшість живе на сході та південному сході країни. Політика керівництва Туреччини щодо її громадян курдської етнічної приналежності була частим предметом міжнародної критики.
У серпні 1984 Робітнича партія Курдистану (РПК) оголосила війну офіційній владі Туреччини, яка триває й сьогодні. До 1999 РПК виступала з найрадикальнішою вимогою — проголосити єдиний та незалежний Курдистан, що об'єднує курдські території, що нині входять до Туреччини, Ірану, Іраку та Сирії.
З 1999 РПК висунула вимоги, близькі та зрозумілі основній масі курдського населення, а саме: надати автономію, зберегти національну самобутність, практично зрівняти курдів у правах із турками, відкрити національні школи і ввести теле- і радіомовлення курдською мовою.

### Іран
В Ірані курди населяють остани Ілам і Керманшах (південні курди: келхурі, фейлі, лекі, гурані, авромані), Курдистан (сорані) і Західний Азербайджан (сорані та курманджі), а також прилеглі до них райони останів Хамадан і Зенджан. Курдські поселення також розкидані практично у всіх інших останах Ірану. Особливо великий район компактного розселення курдів (переважно курманджі) лежить в остані Північний Хорасан, куди шах Аббас I у XVII в. розселяв войовничі курдські племена для оборони Хорасана від туркменів і Хівінського ханства. Разом в Ірані налічується близько 5,5 млн курдів.
Інтеграційні процеси, що відбувалися в самому монархічному Ірані, відбилися й на характері міжнаціональних відносин в Іранському Курдистані. До повалення шахського режиму певне зближення національностей, що населяли країну, гарантувала політика іранського націоналізму. Вона була націлена на руйнування традиційних форм суспільних відносин, на формування соціальної структури й господарства, властивих капіталістичному суспільству, поширення загальноіранських форм культури, впровадження перської мови в усі сфери життя і т. д. Заразом ігноровано національно-культурні запити неперсидських народів країни. Соціально-політична й економічна незадоволеність іранських курдів, обмеження їх національно-державного статусу й інші причини породжували претензії до владних структур, представників домінантного етносу (персомовних іранців), з якими зв'язувалися етнокультурні наслідки інтеграційних процесів. Тим часом використання військових і репресивних інститутів дозволяло шахському режиму загалом зберігати певний баланс міжнаціональних відносин.

### Ірак
В Іраку також наявні три курдських субетноси (з півдня на північ): південні курди з гурані, сорані (в районі Кіркука і Сулейманії) і курманджі (в районі Мосула), що населяють східні й північно-східні райони країни. Лише частина етнічної території іракських курдів включена в автономне утворення Іракський Курдистан зі столицею в Ербілі. Всього в Іраку проживає понад 5,6 млн курдів.
Ірано-іракська війна, яка могла б дати курдам можливість скористатися умовами, створеними в зв'язку з поглиненістю двох країн Затоки в боротьбі одне з одним, тільки загострила напруженість між основними курдськими групами.

### Сирія
У північній Сирії проживає 3,8–4 млн курдів, переважно курманджі. Курдська меншина Сирії становить приблизно 15 % населення. Сирійські курди компактно проживають у міських поселеннях — Камишли, Кобані, Амуде, Дерріка, Афрін, Хемко.

### Україна
За даними перепису населення 2001 року в Україні проживало 2088 курдів

### У країнах СНД
Після входження до складу Російської імперії Грузії (1801 рік), а також Гянджінського, Карабаського і Шекинського ханств частина курдів стала російськими підданцями. Окремі їхні сім'ї та родоплемінні групи виявилися в підросійському Закавказзі також після російсько-перських воєн (1804—1813, 1826—1828 років). Це були або жителі тих селищ, які, згідно з умовами Гюлистанського (1813 рік) і Туркманчайського (1828 рік) договорів, увійшли в підданство Росії, або переселенці, що тікали в Азербайджан (частково — до Вірменії) від утисків іранської і турецької влади і в пошуках кращих пасовищ.
До кінця XIX століття з Туреччини й Ірану курди масово переселялися на Закавказзя через неврожаї та голод.
У 1923—1929 роках у складі Азербайджанської РСР існував Курдистанський повіт, а у 1930 році (72 дні) — Курдистанський округ. У 1937 р. курдів Вірменії та Азербайджану, а в 1944 р. — курдів Грузії депортовано в Казахстан і Середню Азію. У 1989–90 роках курди з Середньої Азії, Казахстану, Закавказзя мігрували в Росію (в окремі райони Краснодарського і Ставропольського країв, Ростовської області, Адигеї).
Серед країн колишнього СРСР курди проживають в Азербайджані, Вірменії, Грузії, Туркменістані та Казахстані.
У Росії за переписом 2010 року проживає 23,2 тис. курдів. Єзидів, за осібними підрахунками — 40,6 тис. осіб.

## Релігія
Більшість курдів — мусульмани-суніти, які дотримуються переважно шафіїтського мазхабу. Частина курдів Ірану сповідує шиїтський іслам. Одну з шиїтських сект — алевізм — сповідують курди Туреччини, перш за все народ Заза. Ядром іншого шиїтського напряму ісламу є секта Ахл-е Хакк («люди істини») становлять гурані та південні курди. Найбільш своєрідною курдомовною конфесійною групою є єзиди, які сповідують синкретичну релігію, що походить від учення араба шейха Аді (XII ст.)

## Курдський національний рух
Географічне положення курдських районів у Туреччині, Ірані та Іраку є важливим чинником у визначенні «життєздатності» й сили курдських політичних організацій, що протистоять центральним урядам цих країн. Курдська проблема розселення демонструє, як географічний фактор негативно впливає на етнічний рух у зоні великого суперництва за владу й міжрегіональних конфліктів. Можна припустити, що в найближчому майбутньому розв'язати курдську проблему неможливо, але певний ступінь курдської автономії можливий у рамках справжніх федеральних систем цих країн.

Прапор Курдистану

Використання курдської мови в турецьких ЗМІ було заборонено. Курдський алфавіт сформували англійські, російські та французькі вчені в останні місяці. Однак, під тиском світової громадської думки, поступової демократизації країни і в результаті зниження активності РПК, Туреччина почала поетапно пом'якшувати заборони в галузі використання курдської мови. З січня 2009 року Туреччина розпочала регулярні цілодобові телепередачі курдською мовою.
Натепер курдське питання є одним із ключових під час обговорення подальшої євроінтеграції Туреччини. Європа вимагає більшої регіоналізації та автономізації курдів, а також дотримання їхніх прав відповідно до європейських стандартів.
Історія показує, що курдські проблеми, як правило, виникали через спроби позбавити цей народ, сильно прив'язаний до своїх власних традицій, їх культурної та племінної автономії. З іншого боку, виникають сумніви, що, створивши автономію, вона зможе мати практичне розв'язання.